# Las Bañistas (Quito)
Las Bañistas es un conjunto escultórico de carácter público de la ciudad de Quito (Ecuador), obra de la artista Marcia Vásconez Roldán. Se encuentra ubicado en la glorieta que distribuye el tráfico entre la vía Interocéanica, el By-pass hacia Tumbaco, y la calle Diego de Robles, en la parroquia rural de Cumbayá. En ese lugar hace varios años atrás las personas, especialmente las mujeres nativas del sector, se reunían para lavar la ropa, ya que pasaba una vertiente "la vertiente de Rojas".    
El conjunto escultórico principal incluye seis mujeres de tamaño monumental, y fue concebido por la artista plástica quiteña Marcia Vásconez Roldán en la técnica del ferrocemento, que permitió moldearlas de manera que pudieran perennizarse en el tiempo y el espacio público al que estaban destinadas. El conjunto, de 800 metros cuadrados en total, está conformado por los pisos de cerámica que representan el agua de la parroquia, que no solo sirve para irrigar los fértiles campos, sino también para fines turísticos y medicinales como sucede con las aguas termales de Cunuyacu; y por los jardines, donde se puede encontrar especies como la atchera, laurel ornamental y trueno amarillo, entre otras propias de la zona.
Después de un largo periodo en el que fueron ubicadas provisionalmente en el bulevar Naciones Unidas, Las Bañistas regresaron a su emplazamiento original en enero de 2014, cuando concluyeron los trabajos viales del intercambiador que en la actualidad fluye por debajo del conjunto.
La artista creadora de estas esculturas, Marcia Vásconez fue ganadora en el año 1986 de un premio Mariano Aguilera, dado que su esculturas se caracterizan por representar la cultura, tradiciones e historia de los sectores a las que van dirigidas. 

Referencias
1. 1 2  Agencia Pública de Noticias Quito (20 de enero de 2013). «El monumento "Las Bañistas" está de vuelta». Los Valles al día. Consultado el 28 de enero de 2015.
2. ↑  Diario El Comercio (23 de enero de 2013). «Las Bañistas». Consultado el 28 de enero de 2015.
3. ↑  Diario La Hora (18 de enero de 2013). «Las Bañistas regresaron a Cumbayá». Archivado desde el original el 4 de marzo de 2016. Consultado el 28 de enero de 2015.

- Agencia de Noticias de Ecuador (ANDES), Hermanas Vásconez Roldán recrean las culturas de Ecuador con un centenar de Esculturas, 06/01/2015.

- Datos: Q18915191